# Lyodra Ginting
Lyodra Margareta Ginting (21 juni 2003) is een zangeres en actrice uit Medan, Noord-Sumatra, Indonesië. Ze won de A3-categorie (leeftijd 13-15 jaar) bij de internationale solo zangcompetitie voor kinderen Sanremo Junior 2017 in Sanremo, Italië, en werd de winnaar van het tiende seizoen van Indonesian Idol. In beide competities maakte Ginting gebruik van het fluitregister, het hoogste bereik van de menselijke stem, dat hoger ligt dan falsetto. Ze wordt vermeld als de jongste winnaar van Indonesian Idol, op de leeftijd van 16 jaar en 267 dagen.

## Biografie
Lyodra Ginting werd geboren als Lyodra Margareta Ginting op 21 juni 2003 in Medan, Noord-Sumatra. Lyodra Ginting is de oudste van twee kinderen, van het echtpaar Simar Ginting en Natalia Johanna Tarigan. Haar vader is een ondernemer en haar moeder is psychiatrisch verpleegkundige. Ze heeft een jongere broer, Igyralo Ginting, die twee jaar jonger is. Ginting werd geboren en groeide op in een Katholiek gezin en kreeg de doopnaam Margareta. De voornaam Lyodra is een aanpassing van de Hebreeuwse meisjesnaam Liora, wat "licht" betekent. De achternaam "Ginting" is een clannaam van het Batak Karo uit Noord-Sumatra.
Het zangtalent van Ginting werd zichtbaar toen zij 2 jaar oud was. Op 4-jarige leeftijd nam zij al deel aan lokale zangwedstrijden in Medan. Volgens zijn vader kon Ginting het lied "Ibu Kita Kartini" zingen met een betere vibratotechniek dan zijn leeftijdsgenoten, zelfs beter dan degenen die al zangles hadden gehad.
Ginting geeft aan dat zij op de basisschool het slachtoffer was van pesterijen door zijn klasgenoten, omdat zij altijd de trots van de leraren was, zowel op academisch als niet-academisch gebied. Na de basisschool vervolgde Ginting zijn opleiding op het SMP Santo Ignasius van 2015 tot 2018 en op het SMA Santo Thomas 2 van 2018 tot 2021.
Ginting leerde zichzelf het zingen met een whistle register aan. Terwijl zij nog een leerling was in de zevende klas van de middelbare school, oefende zij regelmatig thuis door hoge noten zo hoog mogelijk te zingen. Naast zingen verdiepte zij zich ook in acteren door lid te worden van de theater-extracurriculaire activiteiten.
In 2021 begon Ginting met een bacheloropleiding Communicatiewetenschappen aan de Universitas Pelita Harapan via afstandsonderwijs, maar zij trok zich terug tijdens het tweede semester.